# Валенчизна
Валенчизна (пол. Walenczyzna) — село в Польщі, у гміні Скомлін Велюнського повіту Лодзинського воєводства.
Населення — 59 осіб (2011).
У 1975-1998 роках село належало до Серадзького воєводства.

## Демографія
Демографічна структура станом на 31 березня 2011 року:
|          | Загалом | Допрацездатний вік | Працездатний вік | Постпрацездатний вік |
| -------- | ------- | ------------------ | ---------------- | -------------------- |
| Чоловіки | 34      | 7                  | 23               | 4                    |
| Жінки    | 25      | 7                  | 13               | 5                    |
| Разом    | 59      | 14                 | 36               | 9                    |